# Маредид ап Бледин
Маредид ап Бледдин (валл. Maredudd ap Bleddyn; умер в 1132) — король Поуиса (1075—1102 и 1116—1132).

## Биография
Маредид был сыном короля Поуиса Бледдина и его жены Хайр верх Килин.
В 1075 году умер Бледдин, король Поуиса. Его трое сыновей разделили страну между собой. Маредид сначала правил Поуисом вместе с братьями Иорвертом и Кадуганом. Он был самым слабым из братьев и о нём сохранилось меньше всего сведений в хрониках. Иорверт, Кадуган и Маредид дали присягу верности Роберту Шрюсбери. Когда тот в 1102 году был отдан под суд по обвинению в измене Генриху I, братья решили прийти к нему на помощь и напали на Шропшир. Однако вскоре Иорверт перешел на сторону короля Англии, арестовал Маредида и выдал его Генриху. Маредиду удалось бежать из плена в 1107 году, но вернуть себе власть он не сумел. Во всяком случае, в 1113 году он служил капитаном охраны своего племянника Оуайна. Находясь на этой должности, Маредид захватил в плен своего племянника, Мадога, убийцу двух братьев, и передал в руки Оуайна, который ослепил его.
Когда в 1114 году в Уэльс вторгся Генрих I, Маредид быстро заключил с ним мир, в то время как Оуайн вступил в союз с Грифидом ап Кинаном и оказал сопротивление англичанам. В 1116 году Оуайн погиб, и Маредид смог стать правителем всего Поуиса. Некоторое время спустя он не смог удержать Рос и Рувониог. Управлявший этими областями Хивэл ап Ител получил смертельные раны в битве с сыновьями Оуайна ап Эдвина, который был потомком Оуайна Дехейбартского, и Грифид ап Кинан захватил земли, оставшиеся без защитника.
В 1121 году Маредид совершил набег на Чешир, чем вызвал гнев Генриха I. Под натиском англичан Маредид отступил в Сноудонию и обратился за помощью к Грифиду. Однако тот отказался защищать своего недавнего врага, и Маредид был вынужден откупиться от англичан десятью тысячами коров. Гвинед продолжал усиливать давление на Поуис и захватывать новые земли. Но все же 1132 году в битве при Лланголлене поуисцы сумели победить врагов и убить их предводителя Кадваллона, который был сыном Грифида Гвинедского. Маредид участия в этом сражении не принимал. Он умер в том же году, оставив трон сыну Мадогу.